# Venucia VX6

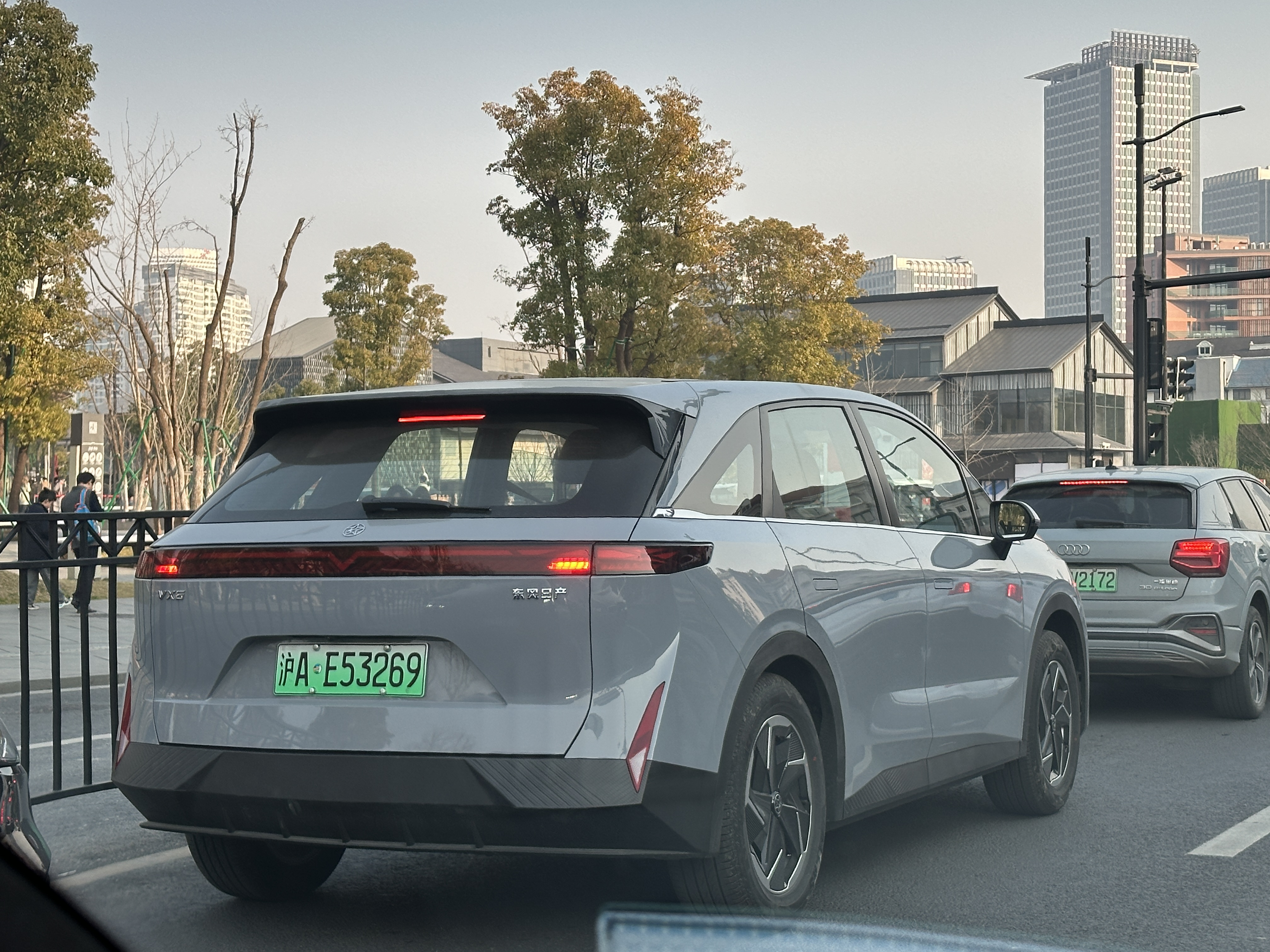
Вид сзади

Venucia VX6 — компактный электромобиль-кроссовер, выпускаемый подразделением Venucia компании Dongfeng с 2023 года.

## История
В декабре 2022 года на автосалоне в Гуанчжоу был представлен концепт-кар Venucia Ve. VX6 является первым электромобилем бренда Venucia и выпускается на платформе V-π, представленной в мае 2022 года. Конструкция включает встроенный электропривод X-in-1, сопряжённую систему терморегулирования, переднюю двухрычажную и заднюю пятирычажную подвеску, а также систему аккумуляторных батарей напряжением 800 В. С ноября 2023 года автомобиль продаётся в Материковом Китае.

## Технические характеристики
Venucia VX6 приводится в движение одним электродвигателем с приводом на передние колёса мощностью 160 кВт и крутящим моментом 275 Н⋅м. Двигатель питается от аккумулятора ёмкостью 62 кВт⋅ч с запасом зода 520 км по циклу CLTC.